# SM i innebandy herrjuniorer 20
SM i innebandy herrjuniorer 20 avgjordes genom en grundserie, juniorallsvenskan, och sedan SM-slutspel. Laget som vann slutspelet blev svenska mästare. Svenska mästare korades från säsongen 1990/1991 och framåt. Efter säsongen 2002/03 lades mästerskapet ner på grund av för stora kostnader för klubbarna.

## Svenska mästare genom åren
| - 1991 – Haninge IBK - 1992 – Björkberg IBK - 1993 – Balrog IK - 1994 – IBF Falun - 1995 – IBF Falun - 1996 – Grimsta AIK - 1997 – Hudik/Björkberg IBK - 1998 – IBK Dalen - 1999 – Mora IBF - 2000 – Jönköpings IK - 2001 – IK Stanstad - 2002 – Storvreta IBK - 2003 – Högaborg BK |

### Fotnoter
1. ↑  ”SM, juniorer 20”. Svenska innebandyförbundet. Arkiverad från originalet den 27 april 2016. https://web.archive.org/web/20160427033848/http://www.innebandy.se/StatistikHistorik/SM-medaljer-genom-tiderna/SM-juniorer-20/. Läst 16 april 2016.